# Pulsellum fragile
Pulsellum fragile is een Scaphopodasoort uit de familie van de Pulsellidae. De wetenschappelijke naam van de soort is voor het eerst geldig gepubliceerd in 1995 door Scarabino.